# Раротонгский аплонис
Раротонгский аплонис, или раротонгский скворец (лат. Aplonis cinerascens), — вид уязвимых эндемичных воробьиных птиц из семейства скворцовых, обитающих на острове Раротонга (Острова Кука).

## Описание
У раротонгского аплониса тёмное коричнево-серое оперение с заметной белой меткой под хвостом. Глаза жёлтого цвета. Лапки и клюв чёрного цвета.
Длина птицы составляет около 20 см.

## Распространение

### Ареал
Раротонгский аплонис является эндемиком острова Раротонга (Острова Кука).

### Место обитания
Раротонгский аплонис в основном обитает в горных лесах Раротонги, во внутренней части острова на высоте от 150 до 600 м.

## Образ жизни
Птица ведёт скрытный образ жизни, из-за чего плохо изучена. Питается нектаром, фруктами и насекомыми лесного полога. Самая любимая еда — нектар эндемичного растения острова Раротонга, Фитчии прекрасной (Fitchia speciosa), цветущей с апреля по июнь.
Птица привязана к определённой территории, на которой ежегодно откладывает яйца. Период кладки — с августа по декабрь, в кладке обычно более одного яйца.